# The Hanging Stranger
The Hanging Stranger is een sciencefictionverhaal van de Amerikaanse schrijver Philip K. Dick. Het werd voor het eerst uitgebracht in het sciencefictiontijdschrift Science Fiction Adventures in 1953. Het werd in 2017 verfilmd als een aflevering van de serie Electric Dreams. 

## Samenvatting
Een winkeleigenaar genaamd Ed Loyce, is verontrust wanneer hij een vreemdeling ziet hangen aan een lantaarnpaal, maar ontdekt dat anderen de schijnbare lynchpartij als onopmerkelijk beschouwen. Hij vindt bewijs dat buitenaardse insecten de controle hebben overgenomen, slaagt erin de stad te ontvluchten, praat met de politiecommissaris die hem gelooft, en nadat hij alle informatie heeft gekregen over wat Ed weet, legt hij uit dat het lichaam werd opgehangen om te zien of iemand erop reageerde, iemand die ze niet onder controle hadden. Vervolgens neemt hij Ed mee naar buiten en hangt hem op aan een lantaarnpaal.